# Pocztowy (wojsko)

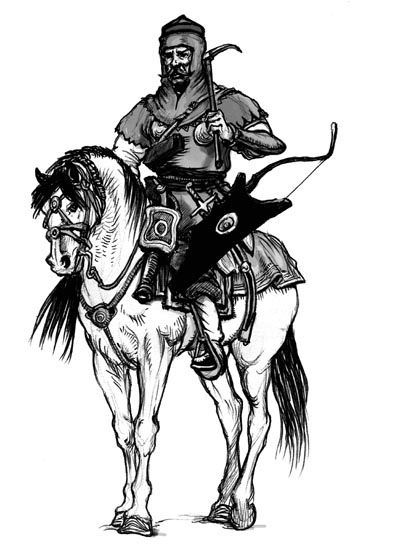
Pocztowy pancerny.

Pocztowy – członek pocztu, był żołnierzem służącym w wojsku autoramentu narodowego. Służył u szlachcica-towarzysza, który był właścicielem pocztu. Liczba pocztowych w chorągwiach "poważnego znaku", takich jak husaria lub pancerni, była znacznie większa od liczby towarzyszy.
Pocztowi posiadali dodatkowy obowiązek ochrony towarzysza. W chorągwiach lekkiej jazdy pocztowi i towarzysze zazwyczaj walczyli samodzielnie. Pocztowi zwani byli również pacholikami, czeladnikami, szeregowymi lub osiadaczami. W chorągwiach husarskich, w odróżnieniu od towarzyszy, często ubierali się w tańsze skóry wilcze lub niedźwiedzie spinane na lewym ramieniu, będąc również wyposażeni w łuk lub długą broń strzelecką (np. bandolet, rusznica lub muszkiet).
Liczba pocztowych zależała od zamożności towarzysza i była jej wyrazem. Uposażenie towarzysza zależało od liczby pocztowych.
Podział na towarzyszy i pocztowych, powstały jako spadkobierca tradycji pocztu rycerskiego, został unormowany w formacjach obrony potocznej. Poprzez czasy służby wojsk kwarcianych i wojsk suplementowych oraz późniejszych wojsk komputowych, utrzymał się w polskim wojsku praktycznie do końca Rzeczypospolitej i obowiązywał jeszcze w oddziałach Kawalerii Narodowej.